# Ієракосфінкс

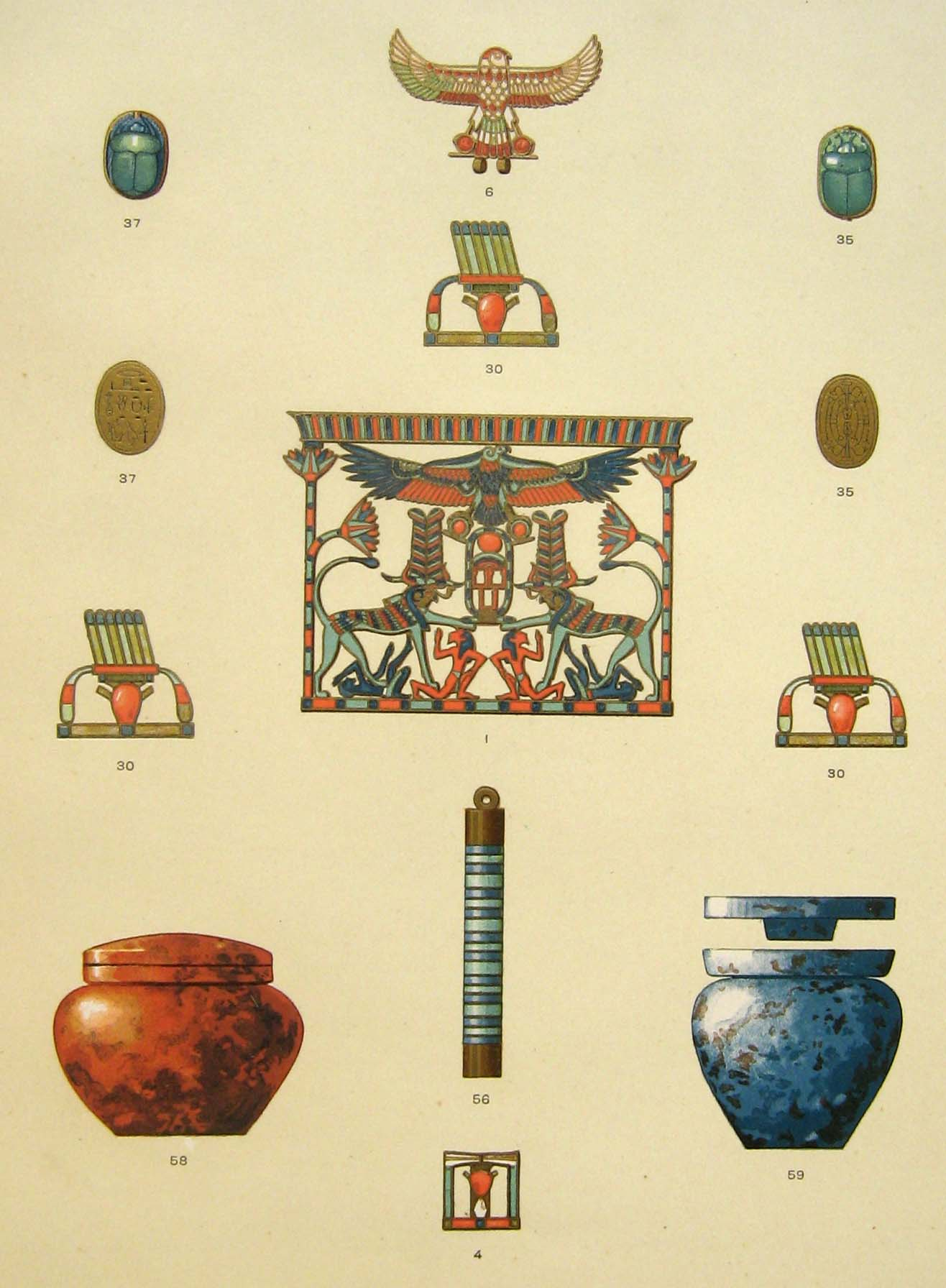
Королівські коштовності, знайдені в Дахшурі, в центрі пекторальний орнамент з ієракосфінксом, що обрамляє картуш Сенусерта III

Ієракосфінкс (дав.-гр. ἱερακοσφίγξ, від  ἱέραξ «яструб» +  Σφίγξ «сфінкс») - різновид сфінкса з тілом  лева і головою  сокола. У давньоєгипетському мистецтві символізував божественну владу  Сонця, уособлював Гора, якого уявляли або у вигляді сокола, або з соколиного головою.
Грецька назва придумана Геродотом, який бачив зображення цих істот в Єгипті.

## Іконографія
Перший відомий іконографічний приклад цього типу істот був знайдений на ювелірних виробах Середнього царства, виявлених у Дахшурі, на яких зображено божество, ймовірно, бог Монту або король-переможець, що вбиває своїх ворогів.
У Новому царстві найбільш відомі приклади статуй іеракосфінксів, виявлені біля входу в храм Рамсеса II в Абу-Сімбелі в Нубії.
Для Пізнєго царство відома голова однієї з цих статуй, яка була виявлена на місці Гераклеона в дельті Нілу.